# ドラヴィダ語族
ドラヴィダ語族（ドラヴィダごぞく、Dravidian）は、主にドラヴィダ人と総称される人々が使用する言語の語族 (ごぞく) であり、およそ26の言語が含まれる。ドラヴィダ語は、主として南インドとスリランカで話されているが、また、パキスタン、アフガニスタン、ネパール、そして東部及び中央インドの特定の地域、バングラデシュ、ブータンでも話されている。
ドラヴィダ語族の話者人口は2億5千万人を数える。

## 歴史
ドラヴィダ語の起源は、後続する言語の展開及びその分化の時代と共に分かっていない。この状態は、ドラヴィダ諸語に対する比較言語学的研究が欠如しているため、改善されていない。
多くの言語学者は南部ドラヴィダ諸語が、北部ドラヴィダ諸語が接触していない言語集団と接触したことを表すある種の特徴を示すという事実より、ドラヴィダ語話者たちが、インド亜大陸を横ぎって、南方に、そして東方に広がったとする理論を支持する傾向にある。ソ連、チェコスロバキアなどの言語学者の研究によれば、前3500年頃にイラン高原からインド西北部に移動したドラヴィダ民族は、やがて三派に分岐し、そのうちの一派が南インドに移住したと考えられる。原ドラヴィダ語（Proto-Dravidian）は、紀元前1500年頃に、原北部ドラヴィダ語、原中央ドラヴィダ語、そして原南部ドラヴィダ語に分化した、と主張する言語学者たちが存在する。多くの言語学者たちは、この語族の亜派（sub-family）のあいだに見られる分化の大きさは、分裂がより古い時代に起こったことを示していると考えている。
ドラヴィダ語族の存在は、1816年に、『テルーグー語（Teloogoo Language）の文法』において、著者アレグザンダー・D・キャンベル（Alexander D. Campbell）によって最初に示唆された。この著作のなかで、キャンベルとフランシス・W・エリス（Francis W. Ellis）は、タミル語とテルグ語は、印欧語ではない、共通の祖語から派生したと主張した。とはいえ、ドラヴィダ語族が非常に大きな語族であるということが確認されたのは、1856年にロバート・コールドウェルが著書『ドラヴィダまたは南インド語族の比較文法』を出版して以降のことだった。この本は、ドラヴィダ語の包括範囲を著しく拡張し、この語族を世界における有数の大言語群の一つとして確立した。コールドウェルは、「ドラヴィダ語（Dravidian）」という術語を、紀元7世紀のサンスクリット語のテクストにおいて、南インドの諸言語を指すのに使われていた「 drāvida 」という言葉より造語した。T・バロー（T. Burrow）とM・B・エメノー（M. B. Emeneau）による『ドラヴィダ語語源辞典』の出版は、ドラヴィダ語学における画期的な出来事であった。

## 他の言語との関係
ドラヴィダ語とインダス文明で使用されていた言語との関連性が複数の研究から支持されている。一部の研究者は、ドラヴィダ語を、より大きな分類としてのエラム・ドラヴィダ語族（Elamo-Dravidian language family）のなかに含めている。これは現在の南西イランに当たる領域で使われていた古代エラム語をドラヴィダ語に加えた語族である。他方で、ドラヴィダ語とウラル語及びアルタイ語の間にも、著しい類似性が存在する。地理的に遥か離れたドラヴィダ語とウラル語・アルタイ語の類似性には謎が多いが、総合的に勘案すれば、メソポタミア文明を携えた原エラム人が、一方ではパキスタンに移住してインダス文明・ドラヴィダ語族を生じさせ、他方では東アジアに移住し遼河文明・ウラル・アルタイ語族を生じさせた可能性がある。エラム人のY染色体ハプログループはJ2と想定されるが、ドラヴィダ人にはJ2が約20%ほどの中頻度で観察され 、満州・遼河地域においてもハプログループJが約8%みられる。
なお、ドラヴィダ語族を、日本諸語（Japonic languages，日琉語族）、バスク語、朝鮮語、シュメール語、オーストラリア・アボリジニ諸語と結び付けようとした研究があるが、一般に支持されていない。

## ドラヴィダ語の一覧
日本語での言語名を最初に示し、インドの公用語である言語はボールド体で示している。括弧内は、その言語が使用する文字による表記、その文字のローマ字転写、英語名を順に示している。但し、不明なものについては記していない。

### 南部ドラヴィダ語派
- タミル・カンナダ諸語（英語版）
  - タミル語 (தமிழ் ; tamiḻ ; Tamil ; タミル・ナードゥ州)
  - マラヤーラム語 (മലയാളം ; malayāḷaṁ ; Malayalam ; ケーララ州)
  - コダグ語 (ಕೊಡಗು ; koḍagu ; Kodagu / Kodava Thakk / Coorgi / Coorg ; カルナータカ州南部)
  - クルンバ語（英語版） (Kurumba)
  - イルラ語（英語版） (iruḷa ; Irula ; ケーララ州北東部)
  - コータ語（英語版） (Kota ; ケーララ州北東部)
  - トダ語 (Toda ; ケーララ州北東部)
  - カンナダ語 (ಕನ್ನಡ ; kannaḍa ; Kannada / Canara ; カルナータカ州)
  - バダガ語 (Badaga ; タミル・ナードゥ州西部)
- トゥル諸語
  - コラガ語（英語版） (Koraga)
  - トゥル語 (ತುಳು ; tuḷu ; Tulu ; カルナータカ州南部)
  - ベラリ語（英語版） (Bellari)

### 中南部ドラヴィダ語派
- Gondi–Kui
  - ゴーンディー語 (gōndī ; Gondi ; マハーラーシュトラ州東部)
    - マリア方言 (Maria / Abujmaria)
    - en:Muria language
    - en:Pardhan language
    - en:Nagarchal language

  - コンダ語（英語版） (konḍa ; Konda ; アーンドラ・プラデーシュ州北東部)
  - クーイ語（英語版） (kūi ; Kui ; オリッサ州中部)
  - クーヴィンガ語（英語版） (kūvinga ; Kuwi ; オリッサ州中部)
  - コーヤ語（英語版） (kōya ; Koya)
    - アーディラバードゥ方言 (Adilabad)

  - マンダ方言（英語版） (manḍa ; Manda ; オリッサ州中部)
  - ペンゴ語（英語版） (Pengo ; オリッサ州中部)
- テルグ諸語
  - テルグ語 (తెలుగు ; telugu ; Telugu ; アーンドラ・プラデーシュ州)
  - en:Savara language (Dravidian)
  - en:Chenchu language

### 中部ドラヴィダ語派
- ナイキー語（英語版） (Naiki ; マハーラーシュトラ州東部)
- コーラーミー語（英語版） (kōlāmī ; Kolami ; マハーラーシュトラ州東部)
- オッラーリ語（英語版） (Ollari)
  - ガドバ方言 (Gadba dialect ; オリッサ州南部)
  - サルール方言 (Salur dialect ; 以前はポーヤ語 (Poya) と呼ばれ、独立しているとみなされていた。)
- パルジー語（英語版） (Parji / Duruwa ; オリッサ州南部)

### 北部ドラヴィダ語派
- クルク語 (Kurukh / Oraon ; ビハール州、西ベンガル州、マディヤ・プラデーシュ州の一部)
- マルト諸語 (Malto ; ビハール州の一部)
  - en:Kumarbhag Paharia language
  - en:Sauria Paharia language
- ブラーフーイー語 (brāhūī ; Brahui ; パキスタンとアフガニスタンの一部)

以上の諸言語のうち、インドおよびスリ・ランカ外に中心地をもつ言語は、ブラーフーイー語のみである。

## 音韻体系
ドラヴィダ語は、フィンランド語と似て、有声閉鎖音と無声閉鎖音のあいだに区別がないことが特徴であり、実際タミル語には、有声閉鎖音と無声閉鎖音とを区別して示す記号がない。またタミル語には、帯気閉鎖音と無気閉鎖音とを区別して示す記号もない。ドラヴィダ諸語（とりわけ、マラヤラム語、カンナダ語、そしてテルグ語）は、有声音と無声音、および帯気音と無気音のあいだで明瞭な区別を行うサンスクリット語やその他の印欧語から非常に多数の借用語を取り込んでいる一方で、このような単語はしばしばドラヴィダ諸語の話者によって、ドラヴィダ語族の音韻に合うような調整を受けた発音をされている。（但し上記の三言語ではタミル語と違い、本来ドラヴィダ語にはない帯気閉鎖音と無気閉鎖音の区別をサンスクリットなどを通じて受け入れた。）ドラヴィダ語はまた、非常に多数の流音に加え、歯間、歯茎、反転音硬口蓋という三通りの調音点のあいだの区別で特徴付けられる。

### 他言語の影響
タミル語などインド南東部の言語は、基層言語であったオーストロアジア語族ムンダ語派の影響を受けている。
カンナダ語、マラヤラム語及びテルグ語は、印欧語のインド・アーリア語派に属するサンスクリット語などの言語の影響を相対的により大きく受けており、帯気子音を借用し取り入れている。サンスクリット語の単語とその派生語は、カンナダ語、マラヤラム語、そしてテルグ語では共通している。タミル語は、サンスクリット語やその他の外来言語の影響がもっとも少なく、原ドラヴィダ語にもっとも近い形を保持している。
また北インドのイスラーム化やインド洋でのイスラーム商人の活動により、北インドの諸言語ほどではないもののアラビア語やペルシア語がサンスクリット語に続く新たな上層としてドラヴィダ諸語の上にかぶさった。これらの要素にはヒンドゥスターニー語などの近代北インド諸語を仲介に導入されたものと、インド洋交易を通じて直接導入されたものがある。
とはいえこれらの影響はサンスクリットによるものに比べれば軽微であり、ヒンドゥスターニー語をはじめとする北インドの諸言語ではアラビア語、ペルシア語の上層によって廃棄されたサンスクリット由来の語彙が、却ってこれらのサンスクリットの影響を強く受けたドラヴィダ諸語に残っているというねじれ現象も少なくない。

## 語彙
以下はドラヴィダ語族における数字の1から10のリストである。比較対照のため、インド・ヨーロッパ語族の言語も付記されている。
| 1  | oṉṟu     | ondu    | onnu     | ond     | onji  | onnu   | okaṭi   | undi    | okkod     | oṇṭa        | asiṭ      | *onṯu 1   | ek   | éka   | ek   | yak        | yek   |
| 2  | iraṇṭu   | eraḍu   | raṇḍu    | danḍ    | raḍḍ  | jend   | renḍu   | raṇḍ    | irāṭ      | indiŋ       | irāṭ      | *iraṇṭu 2 | do   | dvi   | don  | do         | do    |
| 3  | mūṉṟu    | mūṟu    | mūnnu    | mūṉd    | mūji  | mūnnu  | mūḍu    | muṇḍ    | mūndiŋ    | mūnd        | musiṭ     | *muH-     | tīn  | tri   | tīn  | sē         | seh   |
| 4  | nāṉku    | nālku   | nālu     | nāl     | nāl   | nāl    | nālugu  | nāluṇg  | nāliŋ     | nāx         | čār (II)  | *nāl      | cār  | catúr | cār  | cār        | cahār |
| 5  | aintu    | aidu    | añcu     | añji    | ayN   | añji   | ayidu   | saiyuṇg | ayd 3     | pancē (II)  | panč (II) | *cay-m-   | panc | pañca | pātc | panc       | panj  |
| 6  | āru      | āṟu     | āṟu      | ār      | āji   | ār     | āṟu     | sāruṇg  | ār 3      | soyyē (II)  | šaš (II)  | *cāṯu     | che  | ṣáṣ   | sahā | śaś        | śeś   |
| 7  | ēẓu      | ēlu     | ēẓu      | ēḻ      | yēl   | ēl     | ēḍu     | yeḍuṇg  | ēḍ 3      | sattē (II)  | haft (II) | *ēẓ       | sāt  | saptá | sāt  | hapt, haft | haft  |
| 8  | eṭṭu     | eṇṭu    | eṭṭu     | eṭṭ     | enma  | ett    | enimidi | armur   | enumadī 3 | aṭṭhē (II)  | hašt (II) | *eṇṭṭu    | āṭh  | aṣṭá  | āṭh  | haśt       | haśt  |
| 9  | oṉpatu 5 | ombattu | ompatu 5 | oiymbad | ormba | olimbō | tommidi | unmāk   | tomdī 3   | naiṃyē (II) | nōh (II)  | *toḷ/*toṇ | nau  | náva  | nau  | nuo        | noh   |
| 10 | pattu    | hattu   | pattu    | patt    | patt  | patt   | padi    | pad     | padī 3    | dassē (II)  | dah (II)  | *paH(tu)  | das  | dáśa  | dahā | da         | dah   |

1. これはタミル語とマラヤーラム語でも数字の1の別形として存在するが、用法としては、不定冠詞を表すとき、名詞の数を言うとき（例：「一人の人」など）に用いられるものとなっている。
2. 語幹の*īrは複合語に見ることができ、タミル語・テルグ語・カンナダ語・マラヤーラム語では「二重・二倍」の意味で用いられる。例えば、irupatu（20、文字通りには「10の2倍」）、iravai（テルグ語で20）、iraṭṭi（タミル語で「二重の」）、iruvar（タミル語で「二人の人」）、ippatthu（ipp-hatthu、カンナダ語で20。文字通りには「10の2倍」）。
3. コーラーミー語の5から10まではテルグ語からの借用である。
4. 古代のサンガム文学では9の意味でtonduも用いられたが、後世ではonpaduに置き換わった。
5. この語形は「10より1少ない」という語義から派生している。ドラヴィダ祖語の*toḷはタミル語とマラヤーラム語では例えば90 (thonnooru)に用いられている。

- IIとマークされた語はインド・イラン語派からの借用であることを示している（ブラーフーイー語の場合はペルシア語）。